# Glyphostoma supraplicata
Glyphostoma supraplicata é uma espécie de gastrópode do gênero Glyphostoma, pertencente a família Conidae.